# Wilkanowo (województwo lubuskie)
Wilkanowo (dawna niem. nazwa Wittgenau) – wieś w Polsce, położona w województwie lubuskim, w powiecie zielonogórskim, w gminie Świdnica.
W latach 1975–1998 miejscowość należała administracyjnie do województwa zielonogórskiego.

## Historia
Wieś założona w połowie XIII wieku na karczunku leśnym, wzmiankowana w 1305 roku. W XIV wieku należała do rodu von Schunke, w późniejszym okresie do zielonogórskiego probostwa.
W roku 1838 Carl Adolph Pohlenz odkrył na terenie wsi pierwsze złoża węgla brunatnego, co dało początek zielonogórskiemu górnictwu. 
22 marca 1841 roku o godzinie 15.30 na pola w okolicy dzisiejszego Wilkanowa spadł meteoryt Wilkanówko.
22 marca 2002 roku w Wilkanowie postawiono głaz narzutowy z tablicą upamiętniającą upadek meteorytu.

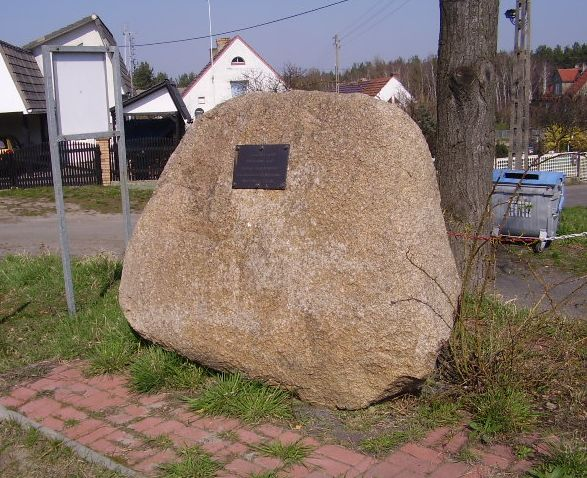
Głaz narzutowy z tablicą upamiętniającą upadek meteorytu Wilkanówko

## Zabytki
- Kościół parafialny pw. Najświętszego Serca Pana Jezusa[6]